# Atherigona yorki
Atherigona yorki är en tvåvingeart som först beskrevs av Deeming 1971.  Atherigona yorki ingår i släktet Atherigona och familjen husflugor. Inga underarter finns listade i Catalogue of Life.